# Erythrotriorchis
Genre
Erythrotriorchis est un genre d'oiseaux de la famille des Accipitridae. Il est constitué de deux espèces.

## Liste d'espèces
D'après la classification de référence (version 14.1, 2024) de l'Union internationale des ornithologues, il y a 2 espèces du genre Erythrotriochis (ordre philogénique) :
- Erythrotriorchis buergersi (Reichenow, 1914) – Autour de Bürgers ;
- Erythrotriorchis radiatus (Latham, 1801) – Autour rouge.